# Norditalienisch

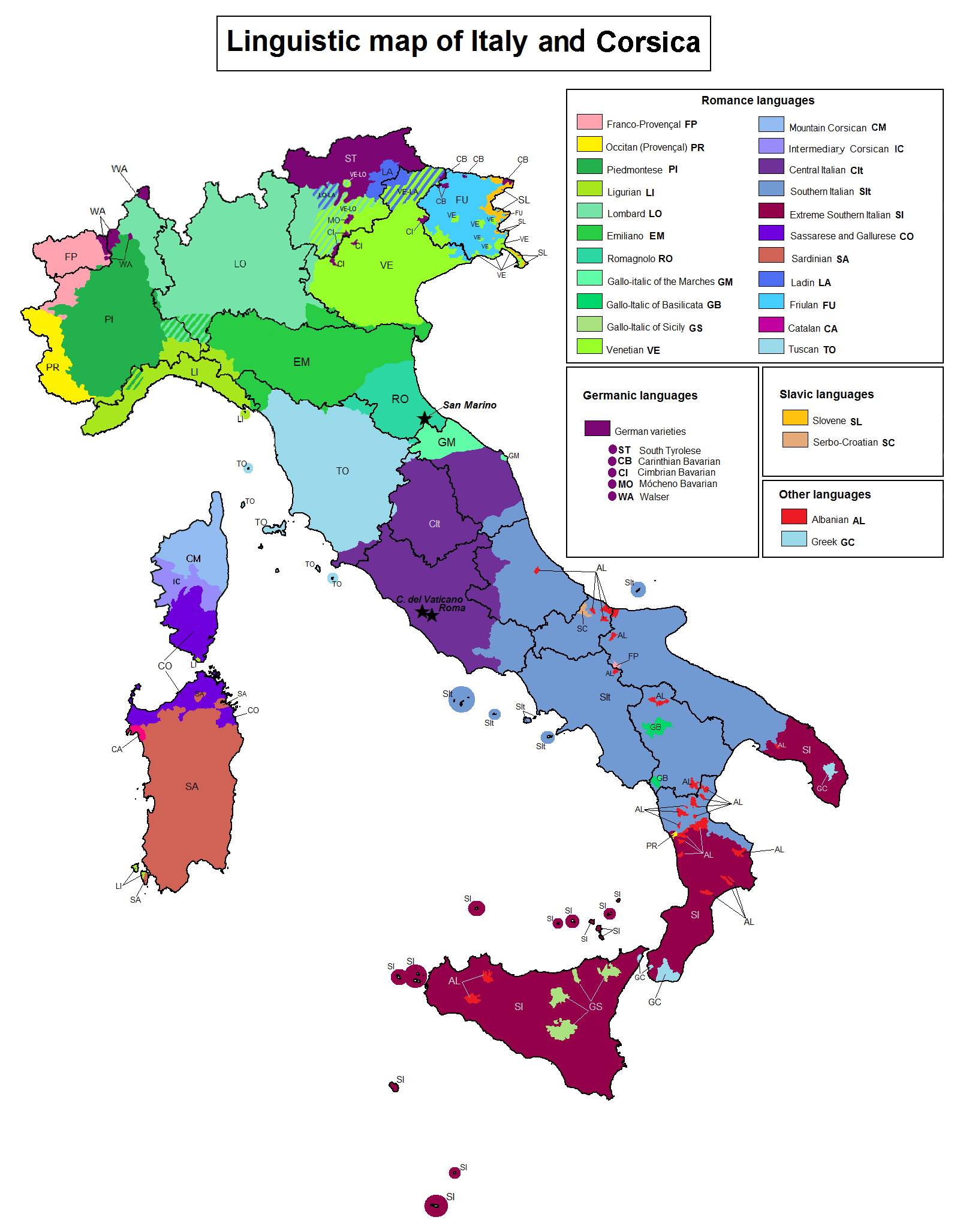
Karte der Sprachen und Dialekte Italiens. Dunkelgelb das Galloitalische, hellgrün das Venetische.

Als Norditalienisch (italienisch italiano settentrionale), Oberitalienisch (italienisch altoitaliano), Cisalpinisch (italienisch cisalpino) oder auch Padanisch (italienisch padano) werden in der romanischen Sprachwissenschaft die autochthonen romanischen Varietäten (Dialekte bzw. Mundarten) des größten Teils von Norditalien bezeichnet, die einen gegenüber den benachbarten Varietäten eigenständigen Arealtypus bilden, ohne jedoch über eine gemeinsame Standardvarietät oder ein gemeinsames gemeinsprachliches Glottonym (= der Name der verwendeten Sprache) zu verfügen.
Das Norditalienische gliedert sich seinerseits in das Galloitalische (auch Galloitalienisch), das mehrere regionale Varietäten des westlichen und zentralen Norditaliens umfasst, und das Venetische (auch Venezisch oder Venedisch) im Nordosten.

## Klassifikation
Die norditalienischen Varietäten nehmen innerhalb des romanischen Dialektkontinuums eine Übergangsstellung zwischen dem Galloromanischen (Französischen, Frankoprovenzalischen und Okzitanischen) einerseits und dem Italoromanischen im engeren Sinne (den Varietäten Mittel- und Süditaliens einschließlich der italienischen Standardsprache) andererseits ein.
In ihrer älteren Sprachentwicklung haben die norditalienischen Varietäten mehr mit dem Galloromanischen und den rätoromanischen Varietäten der Alpen gemeinsam als mit dem Italoromanischen im engeren Sinne. Das Isoglossenbündel der La-Spezia-Rimini-Linie, das ungefähr längs der Linie La Spezia – Rimini quer durch die Apenninhalbinsel verläuft und die norditalienischen Varietäten vom Toskanischen und Mittelitalienischen trennt, ist eine der wichtigsten älteren Trennlinien auf phonologischem und morphologischem Gebiet innerhalb der romanischen Sprachen. Die nördlich und westlich dieser Linie gesprochenen Varietäten einschließlich des Norditalienischen werden als Westromanisch, die südlich und östlich dieser Linie gesprochenen Varietäten als Ostromanisch bezeichnet. Andere Merkmale unterscheiden das Norditalienische jedoch sowohl vom Galloromanischen als auch vom Rätoromanischen, wobei es sich teilweise um Gemeinsamkeiten mit dem Italoromanischen im engeren Sinne, teilweise um eigenständige Sonderentwicklungen des Norditalienischen oder einzelner norditalienischer Varietäten handelt.
Innerhalb des Norditalienischen sind bei den galloitalischen Varietäten die Gemeinsamkeiten mit dem Galloromanischen vor allem auf phonologischem Gebiet (gemeinsame oder ähnliche lautliche Innovationen) größer, während das Venetische hier – ebenso wie das Italoromanische im engeren Sinne – weitaus konservativer ist.

## Verbreitung
Das Verbreitungsgebiet der norditalienischen Varietäten erstreckt sich über die gesamte Po-Ebene. Es umfasst den größten Teil der italienischen Regionen Piemont, Lombardei, Ligurien, Emilia-Romagna und Venetien sowie des Trentino, aber auch Teile der nordwestlichen Toskana, den Nordteil der Marken und den Küstensaum Friaul-Julisch Venetiens. Darüber hinaus werden norditalienische Varietäten in der italienischsprachigen Schweiz und San Marino und in Teilen der Küstengebiete Istriens (Slowenien und Kroatien) gesprochen. Außerdem gibt es einzelne Sprachinseln an der Côte d’Azur in Frankreich, in Monaco sowie auf Korsika und vor Sardinien.
Im Westen Piemonts grenzt das Verbreitungsgebiet der norditalienischen Varietäten an das Okzitanische und an das Frankoprovenzalische.
Im Norden Piemonts und im Tessin und Graubünden hat es Kontakt zum Schweizerdeutschen, in Graubünden außerdem zum Bündnerromanischen. In Trentino-Südtirol grenzt es wiederum an das Deutsche (Bairisch, Zimbrisch), ebenfalls in Trentino-Südtirol und in Venetien wird es außerdem vom Ladinischen begrenzt. Bei einigen Mundarten in diesem Raum ist umstritten, ob sie dem Ladinischen oder dem Norditalienischen zuzuordnen sind.
In Friaul-Julisch Venetien grenzt das Verbreitungsgebiet der norditalienischen Varietäten an das Furlanische und Slowenische. Am slowenischen Küstensaum hat es ebenfalls Kontakt zum Slowenischen und an der kroatischen Küste zum Čakavischen und Štokavischen, zum Istriotischen und Istrorumänischen.
In südlicher Richtung schließt sich jenseits einer Linie La Spezia – Pistoia – Rimini das Toskanische und das zum mittelitalienischen gehörende Marchigianische an.
Über die Sprachinseln auf Korsika und vor Sardinien besteht außerdem Kontakt zum Korsischen und Sardischen.

## Soziolinguistischer Status
Soziolinguistisch betrachtet werden die norditalienischen Varietäten heute zum größten Teil durch die italienische Standardsprache überdacht. Vor allem in manchen größeren Industriestädten sind sie schon zum großen Teil durch umgangssprachliche Formen des Standarditalienischen verdrängt worden, in anderen Gegenden werden sie hingegen noch von größeren Teilen der Bevölkerung gesprochen. Zahlreiche norditalienische Varietäten werden auch als Schriftsprachen mit lokaler und teilweise auch regionaler Reichweite verwendet, ohne dass dies jedoch die Vorherrschaft der italienischen Standardsprache infrage stellen würde.

## Varietäten
Die norditalienischen Varietäten lassen sich in zwei Gruppen gliedern, das Galloitalische (auch Galloitalienisch; ital. gallo-italico), das mehrere regionale Varietäten des westlichen und zentralen Norditaliens umfasst, und das Venetische (auch Venezisch oder Venedisch; ital. veneto, ven. vèneto) im Nordosten.

### Galloitalisch
Zum Galloitalischen zählen die folgenden vier Gruppen von Varietäten:
- Das Piemontesische (piemontèis, ital. piemontese), gesprochen im Kernland Piemonts. Unterdialekte sind Hochpiemontesisch und Niederpiemontesisch.
- Das Lombardische (lombart oder lumbaart, ital. lombardo), gesprochen im größten Teil der Lombardei, im östlichen Piemont in den Provinzen Novara, Verbano-Cusio-Ossola und Alessandria, in den schweizerischen Kantonen Tessin und Graubünden und im westlichen und zentralen Teil des Trentino. Unterdialekte sind Westlombardisch, Ostlombardisch, Westtrentinisch, Alpinlombardisch, Novaresisch, Anaunico-Ladinisch (Nonstal), Fiamazzo-Ladinisch.
- Das Ligurische (líguru, ital. ligure), gesprochen in Ligurien, an der Côte d’Azur, in Monaco, sowie in Bonifacio auf Korsika und auf San Pietro und Sant’Antioco vor Sardinien.
- Das Emilianische (emiglian, ital. emiliano), gesprochen in der Emilia-Romagna, in den lombardischen Provinzen Pavia und Mantua, in der Toskana im Bereich der Städte Pontremoli und Carrara (Lunigiana), sowie im nördlichen Teil der Provinz Florenz, in San Marino und im Norden der Marken. Unterdialekte sind Westemilianisch, Ostemilianisch, Vogheresisch-Pavesisch, Mantuanisch, Lunigianisch, Romagnol, Nordmarchigianisch.

### Venetisch
Das Venetische wird gesprochen in Venetien, im östlichen Trentino sowie entlang der Küste Friaul-Julisch Venetiens, Sloweniens und Kroatiens. Unterdialekte sind Lagunarisch oder Venezianisch (der Stadtdialekt Venedigs, der lange Zeit die Rolle einer Koine erfüllte), Südvenetisch, Mittel- und Nordvenetisch, Veronesisch, Triestinisch-Julisch, Osttrentinisch, Veneto-Ladinisch.